# VV DOS in het seizoen 1960/61
Het seizoen 1960/1961 was het zevende jaar in het bestaan van de Utrechtse betaaldvoetbalclub DOS. De club kwam uit in de Eredivisie en eindigde daarin op de vijfde plaats. Tevens deed de club mee aan het toernooi om de KNVB Beker, hierin werd in de eerste ronde verloren van Elinkwijk (1–2).

## Wedstrijdstatistieken

### Eredivisie
|       | ADO   | Ajax  | Alkmaar '54 | DWS/A | Elinkwijk | Sportclub Enschede | Feijenoord | Fortuna '54 | GVAV  | MVV   | NAC   | NOAD  | PSV   | Rapid JC | Sparta | VVV   | Willem II |
| ----- | ----- | ----- | ----------- | ----- | --------- | ------------------ | ---------- | ----------- | ----- | ----- | ----- | ----- | ----- | -------- | ------ | ----- | --------- |
| Thuis | 0 – 1 | 2 – 0 | 2 – 2       | 1 – 1 | 1 – 0     | 1 – 2              | 0 – 2      | 1 – 1       | 7 – 2 | 3 – 1 | 0 – 4 | 1 – 1 | 1 – 2 | 4 – 0    | 3 – 5  | 4 – 1 | 5 – 0     |
| Uit   | 4 – 1 | 3 – 1 | 1 – 4       | 2 – 3 | 0 – 3     | 3 – 2              | 4 – 3      | 1 – 1       | 1 – 1 | 1 – 2 | 0 – 2 | 1 – 1 | 1 – 2 | 0 – 4    | 0 – 0  | 0 – 3 | 2 – 2     |

### KNVB Beker
| Groepsfase                                          | Vitesse                                                                               | 1 – 4 (1 – 2) | DOS                                           |
| 17 augustus 1960 Plaats: Arnhem Nieuw-Monnikenhuize | Toon Huiberts 30' (pen.)                                                              |               | 25', 67' Bert Theunissen 38', 65' Sjaak Brokx |
| Groepsfase                                          | DOS                                                                                   | 8 – 1 (4 – 1) | De Graafschap                                 |
| 18 september 1960 Plaats: Utrecht Galgenwaard       | Gerard van Wiggen 4', 39', –' János Hanek 30' Tonny van der Linden 36', 70', 77', 82' |               | 18' Willem Weijkamp                           |
| Groepsfase                                          | Heracles                                                                              | 0 – 1 (0 – 1) | DOS                                           |
| 30 oktober 1960 Plaats: Almelo Bornsestraat         |                                                                                       |               | 4' Bert Theunissen                            |
| Groepsfase                                          | DVC '26                                                                               | 1 – 3 (0 – 0) | DOS                                           |
| 12 februari 1961 Plaats: Utrecht Galgenwaard        | Richard van Kraaij 84'                                                                |               | 52', 56' Gerard van Wiggen Cor Luiten         |
| 1e ronde                                            | DOS                                                                                   | 1 – 2 (0 – 1) | Elinkwijk                                     |
| 25 april 1961 Plaats: Utrecht Galgenwaard           | Tonny van der Linden 83'                                                              |               | 41' Wim Wolffers 53' Jan de Jongh             |

## Statistieken DOS 1960/1961

### Eindstand DOS in de Nederlandse Eredivisie 1960 / 1961
| Stand | Gespeeld | Gewonnen | Gelijk | Verloren | Punten | Doelpunten voor | Doelpunten tegen |
| ----- | -------- | -------- | ------ | -------- | ------ | --------------- | ---------------- |
| 5e    | 34       | 15       | 9      | 10       | 39     | 71              | 49               |

### Topscorers
| #                 | Naam                 | Goal |
| ----------------- | -------------------- | ---- |
| 1.                | Tonny van der Linden | 20   |
| 1.                | Bert Theunissen      | 20   |
| 3.                | János Hanek          | 17   |
| 4.                | Martin Okhuijsen     | 5    |
| 5.                | Cor Luiten           | 4    |
| 6.                | Gerard van Wiggen    | 2    |
| 7.                | Sjaak Brokx          | 1    |
| 7.                | Jan de Kleijn        | 1    |
| Onbekend doelpunt |                      |      |
| –                 | Onbekend             | 1    |
| Totaal            | Totaal               | 71   |

| #      | Naam                 | Goal |
| ------ | -------------------- | ---- |
| 1.     | Tonny van der Linden | 5    |
| 1.     | Gerard van Wiggen    | 5    |
| 3.     | Bert Theunissen      | 3    |
| 4.     | Sjaak Brokx          | 2    |
| 5.     | János Hanek          | 1    |
| 5.     | Cor Luiten           | 1    |
| Totaal | Totaal               | 17   |

## Voetnoten
ADO ·
Ajax ·
Alkmaar '54 ·
DOS ·
DWS/A ·
Elinkwijk ·
Sportclub Enschede ·
Feijenoord ·
Fortuna '54 ·
GVAV ·
MVV ·
NAC ·
NOAD ·
PSV ·
Rapid JC ·
Sparta ·
VVV ·
Willem II